# Simplicia moorei
Simplicia moorei är en fjärilsart som beskrevs av Swinhoe 1919. Simplicia moorei ingår i släktet Simplicia och familjen nattflyn. Inga underarter finns listade i Catalogue of Life.